# اللغة اللوغندية
اللوغندية أو لغة غاندا  ( /luːˈɡændə/ ،  Oluganda و [oluɡâːndá] )  هي واحدة من لغات البانتو المنطوقة في منطقة البحيرات الكبرى الأفريقية . وهي من اللغات الرئيسية في أوغندا ويتحدث بها أكثر من ثمانية ملايين من الباغاندا وغيرهم بشكل أساسي في وسط أوغندا بما في ذلك العاصمة كمبالا في أوغندا. بحسب تصنيف اللغات نمطيا فهي تعتبر لغة إلصاقية.
مع وجود ما لا يقل عن ثمانية ملايين من المتحدثين بهذه اللغة في منطقة بوغندا ومليون آخرين يتحدثون بطلاقة في أماكن أخرى ، فهي اللغة الأوغندية الأكثر انتشارًا بعد اللغة الإنجليزية وتسبق اللغة السواحلية.
تُستخدم لغة لوغندا في بعض المدارس الابتدائية في بوغندا حيث يبدأ التلاميذ في تعلم اللغة الإنجليزية ، وهي اللغة الرسمية الأساسية في أوغندا. حتى الستينيات من القرن الماضي ، كانت اللغة اللوغندية هي اللغة الرسمية للتعليم في المدارس الابتدائية في شرق أوغندا.